# へらへら団子

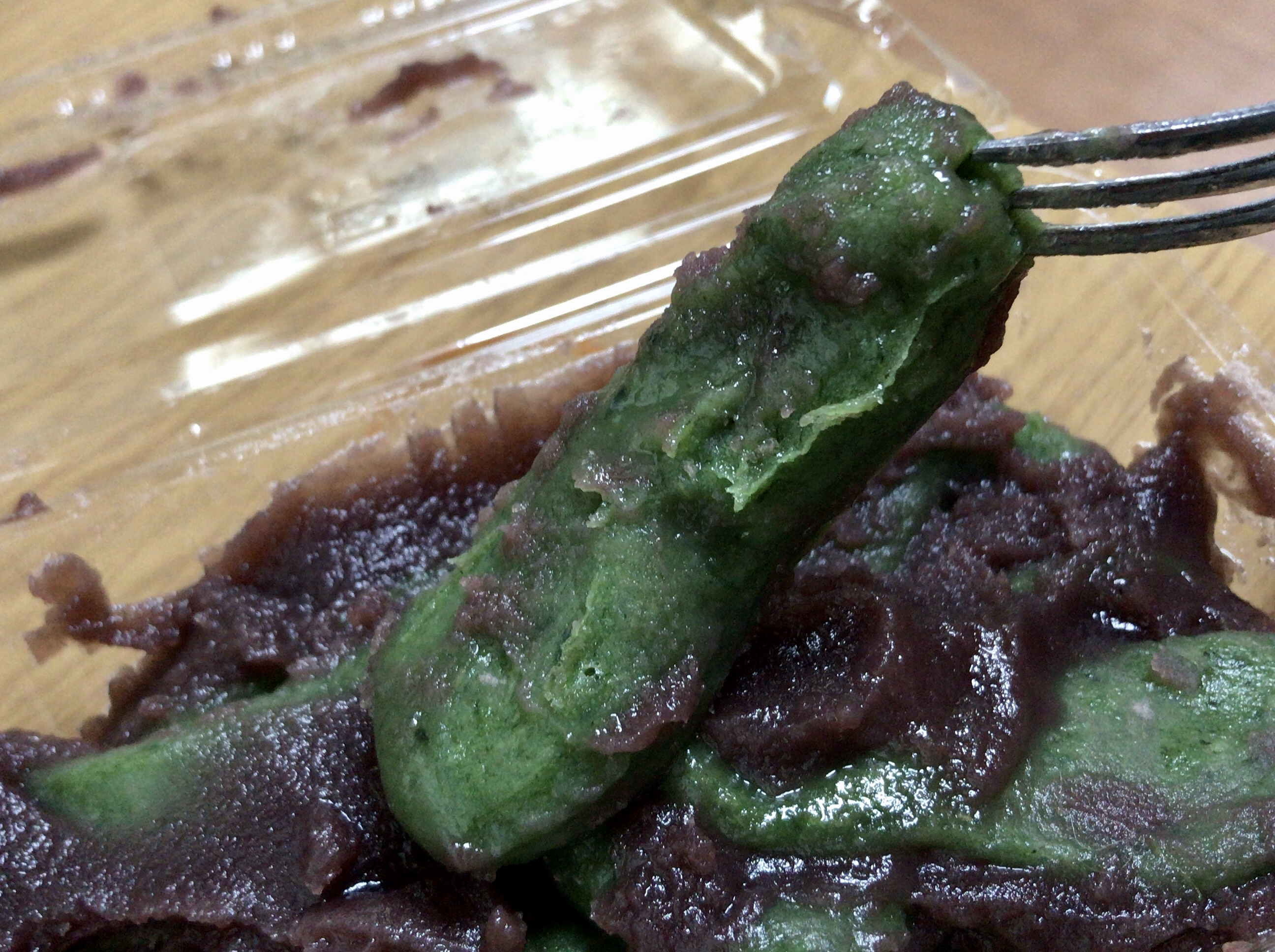
横須賀市田浦で販売されていたへらへら団子。

へらへら団子（へらへらだんご）は、神奈川県横須賀市西部の佐島地区に伝わる郷土料理で、団子に餡をからめた和菓子である。神奈川県の郷土料理として農山漁村の郷土料理百選に選ばれている。

## 概要
小麦粉と上新粉で作った団子を平たくし、餡をからめたあんころ餅の一種である。名前の由来は「押しつぶした平たい形だから」「漁業の道具であるへらに似ているから」などの諸説がある。佐島地区では毎年7月に行われる船祭りの時に各家庭で作られ、「マダイ」とともに奉納される伝統的な料理である。座間市では農家のおやつとして食された。
2007年12月に農林水産省主催で選定された農山漁村の郷土料理百選に、かんこ焼きとともに神れた。佐島地区の家庭だけで作られる料理で一般には販売されておらず、神奈川県民でもほとんどが知らない料理であったため、かえって話題になった。
同種の菓子として、静岡県東伊豆町の熱川温泉には、平らな団子にごまだれ等をかけた「へらへら餅」と呼ばれる菓子がある。